# Tramway Ridge
Tramway Ridge (englisch für Straßenbahngrat) ist ein rund 3450 m hoher Gebirgskamm auf der antarktischen Ross-Insel. Er ragt im nordwestlichen Teil der Gipfelcaldera des Mount Erebus auf. Er besteht aus Wällen, die sich als Folge eines noch jungen Lavastroms aufgetürmt haben und an die Gleise einer Straßenbahn erinnern.
Das Advisory Committee on Antarctic Names nahm die deskriptive Benennung im Jahr 2000 vor.